# Laurel und Hardy: Wrong Again
Wrong Again (deutsch: Wieder falsch / Blinde Wut / Wieder geirrt / Der Gaul auf dem Klavier) ist eine US-amerikanische stumme Kurzfilm-Komödie aus dem Jahre 1929 mit dem Komikerduo Stan Laurel und Oliver Hardy in den Hauptrollen.

## Handlung
Laurel und Hardy arbeiten als Stallburschen und hören zufällig, dass der berühmte Blue Boy gestohlen wurde. Vom Besitzer sei eine Belohnung von 5.000 Dollar für die Wiederbeschaffung ausgelobt. Die Jungs schalten sofort, steht doch in einer der Stallboxen ein Pferd mit genau dem Namen Blue Boy. Natürlich wissen Laurel und Hardy nicht, dass "Blue Boy" ein berühmtes Gemälde von Thomas Gainsborough aus dem 18. Jahrhundert ist.
Während die Jungs sich daran machen, das Pferd zum Abtransport vorzubereiten, erfahren die Zuschauer, dass das Gemälde bereits sichergestellt werden konnte und dem Eigentümer die Rückgabe angekündigt wurde.
Laurel und Hardy kommen mit dem Pferd jedoch als erste am Haus des Eigentümers an, welcher sich gerade im Obergeschoss aufhält. In der Annahme, es handele sich um sein Bild, ruft er, man möge Blue Boy in das Haus bringen. Laurel und Hardy wundern sich, tun aber, was ihnen gesagt wurde. Im Haus wartend ruft ihnen von oben der Eigentümer zu, sie sollten Blue Boy auf das Klavier stellen.
Arg verwundert macht sich das Duo daran, das Pferd auf den Flügel zu stellen. Der Hausherr ist nun fertig und lässt die beiden Helfer noch den Vorhang vor dem Wohnzimmer zuzuziehen, da er seine Mutter mit Blue Boy überraschen will.
Die Mutter ist jedoch gemeinsam mit der Polizei erschienen und hat den wahren Blue Boy dabei. Vollkommen entgeistert fragt der Hausherr die verlegen grinsenden Stallburschen, was sie hinter dem Vorhang platziert haben. Nun noch verlegener, gesteht Hardy, dass sie einen kleinen Fehler gemacht hätten, und führen das Pferd am Hausherren vorbei nach draußen.
Der Hausherr dreht durch, verfolgt Laurel und Hardy mit dem Gewehr, kehrt aber recht schnell mit einem Polizisten zurück, den er am Gesäß erwischt hat. Zu allem Unglück hat der Eigentümer in seiner Wut auch das teure Gemälde schwer beschädigt.

## Kommentare
„kleine Anleihe an das bekannteste Werk des filmischen Surrealismus, den Kurzfilm »Un Chien Andalou« von Salvador Dali und Luis Bunuel.“

„Vielleicht nicht einer ihrer allerbesten Stummfilme, aber ich liebe diesen Film. Wieder einmal trotzen Laurel und Hardy der Konvention und beweisen, dass man tatsächlich Szenen von einem Tier stehlen kann (obwohl das Pferd einige lustige Momente hat). […] Der Anblick von (in absteigender Reihenfolge) Pferd, Klavier, Ollie (der beides auf seinen Rücken hievt) und dem Bein des Klaviers unter Ollies Kinn muss eines der klassischen Bilder in der ganzen Laurel und Hardy Geschichte sein. Wir denken oft, dass Stan und Ollie einfach nur dumm sind, aber was sie wirklich besonders machte, war, dass die Dummheit Hand in Hand mit einer kindlichen Unschuld und dem Glauben, dass die Welt gut und freundlich ist, ging. Wenn ihnen also gesagt wird, dass sie Blue Boy auf das Klavier legen sollen, zweifeln sie vielleicht einen oder zwei Momente daran, aber dann machen sie einfach weiter und tun genau das, was ihnen gesagt wird, weil sie wissen, dass die Dinge immer klappen werden (auch wenn sie das nie tun).“

„Eine Sache, die ich an Wrong Again liebe, ist, dass es keinen langsamen Aufbau zu den tollen Szenen gibt. Wir sind direkt mit einer Reihe von fantastischen Gags dabei.“

„Wrong Again scheint in den vielen Diskussionen auf den Social-Media-Seiten nur selten erwähnt zu werden, aber meiner Meinung nach sollte man viel darüber reden. Es ist eine großartige L&H-Komödie, mit den Jungs in Bestform, die wieder einmal einen Job zu erledigen haben.“

„Manche der Gags in Wrong Again haben eine fast surrealistische Qualität, und wahrscheinlich wollten Laurel & Hardy sich mit dem Pferd auf dem Klavier über Un Chien Andalou (mit dem Esel auf dem Piano) lustig machen, der ein Jahr zuvor gedreht wurde und den die beiden wahrscheinlich gesehen hatten.“